# Fingal (båt)
Fingal är en enmastad segelbåt ritad av Knud H. Reimers. Båtmodellen tillverkades av AB Fimoverken i Gränna, ett dotterbolag till Fisksätra varv, mellan 1964 och 1970. Båten såldes som byggsats med olika inredningsalterntiv. Cirka 200 byggdes. Längd över allt var 8,3 meter, deplacementet 3 ton och djupgåendet 1,32 meter. Båttypen vann Gotland Runt, RORC klass IV år 1964, 1965, 1966, 1967, 1968 och 1969.